# 노마 코놀리
노마 코놀리(Norma Connolly, 1927년 8월 20일 ~ 1998년 11월 18일)는 미국의 연극 배우, 영화배우, 텔레비전 배우이다.
보스턴에서 태어났으며 로스앤젤레스에서 사망하였다.

## 영화
- 의혹의 그림자 (1972년)
- 아이언 사이드 (1967년)
- FBI (1965년)
- 오인 (1956년)